# Disperis johnstonii
Disperis johnstonii är en orkidéart som beskrevs av Heinrich Gustav Reichenbach och Robert Allen Rolfe. Disperis johnstonii ingår i släktet Disperis och familjen orkidéer. Inga underarter finns listade i Catalogue of Life.